# Station Spontin
Station Spontin is een spoorwegstation langs spoorlijn 128 (Ciney - Yvoir) in Spontin een deelgemeente van de Belgische gemeente Yvoir.
Het stationsgebouw werd opgetrokken in de lokale steen. Het werd verkocht aan de firma "Bétons Gautot" en later doorverkocht aan de gemeente Yvoir. Daarna werd het gebouw volledig gerenoveerd door de vzw "Patrimoine de Spontin".
Tegenover het station staan een Mitropa- en een Halbertstadt-rijtuig die tijdens het seizoen dienen als onthaal, boetiek en cafetaria van de vereniging TSP (Toerisme en Spoor Patrimonium), de huidige uitbater van de toeristische treinritten op de Bocqlijn. Het TSP heeft deze toeristische spoorlijn de naam "Le Chemin de Fer du Bocq" gegeven.
Het station heeft een goederenkoer en een uitwijkspoor, waardoor treinen elkaar op de enkelsporige lijn kunnen kruisen.
0,0: Ciney ·
1,9: Halloy ·
3,5: Braibant ·
6,1: Sovet ·
6,9: Senenne ·
8,8: Spontin ·
9,8: Spontin-Sources ·
11,6: Dorinne-Durnal ·
14,2: Purnode ·
16,0: Évrehailles-Bauche ·
18,5: Yvoir-Carrière ·
20,7: Yvoir